# Lepidonotus leius
Lepidonotus leius är en ringmaskart som beskrevs av Chamberlin 1919. Lepidonotus leius ingår i släktet Lepidonotus och familjen Polynoidae. Inga underarter finns listade i Catalogue of Life.